# Heavy Weather
Heavy Weather es el octavo álbum de estudio por la banda estadounidense de jazz fusión, Weather Report, publicado en marzo de 1977 a través de Columbia Records. El lanzamiento original del álbum vendió un total de 500,000 copias; siendo el álbum más exitoso de la banda. Heavy Weather recibió una reseña de 5 estrellas por la revista DownBeat y señaló convirtió en el álbum de jazz más votado por los lectores de esa publicación.
Presentando la composición «Birdland», el álbum es uno de los más vendidos en el catálogo de jazz de Columbia Records. El sencillo fue un éxito comercial, algo que no es común en la música instrumental.
A pesar de que no se mencione una grabación en las notas del álbum, «Rumba Mamá», fue grabada en el concierto de la banda en Montreux en el verano de 1976, el cual sería publicado en formato de película en 2007.

## Recepción de la crítica
Dan Oppenheimer de Rolling Stone sintió que la banda se había movido de su música anterior, perdiendo mucho del espacio, melodías y sensación de amplitud que los distinguía de otras bandas de jazz rock, pero ganando un nuevo bajista que «ha sido instrumental en el desarrollo de su estilo más activo y hablador», y que mientras su música anteriormente «subía y subía solamente; volviéndose más etérea a medida que avanzaba; el nuevo fondo hace toda la diferencia en el mundo».

### Legado
- En febrero de 2011, Heavy Weather fue introducido en el Salón de la Fama de los Premios Grammy.[10]
- El álbum fue incluido en el libro de Robert Dimery, 1001 Albums You Must Hear Before You Die.[11]
- En 2000, fue posicionada en el puesto #822 en el libro de Colin Larkin, All Time Top 1000 Albums.[12]
- El músico estadounidense Bilal lo nombró dentro de sus 25 álbumes favoritos.[13]

## Lista de canciones
| Lado uno |                     |              |          |  |
| N.º      | Título              | Escritor(es) | Duración |  |
| 1.       | «Birdland»          | Zawinul      | 5:56     |  |
| 2.       | «A Remark You Made» | Zawinul      | 6:50     |  |
| 3.       | «Teen Town»         | Pastorius    | 2:50     |  |
| 4.       | «Harlequin»         | Shorter      | 3:59     |  |

| Lado dos |               |                |          |  |
| N.º      | Título        | Escritor(es)   | Duración |  |
| 1.       | «Rumba Mamá»  | Badrena, Acuña | 2:11     |  |
| 2.       | «Palladíum»   | Shorter        | 4:45     |  |
| 3.       | «The Juggler» | Zawinul        | 5:02     |  |
| 4.       | «Havona»      | Pastorius      | 6:01     |  |

## Créditos
Créditos adaptados desde las notas del álbum.
Weather Report
- Joe Zawinul – ARP 2600 (todas menos 5), piano Rhodes (2–4, 6, 7), piano (1, 4, 7, 8), sintetizador (1–4, 8), voz (1), melódica (1, 3), guitarra (7)
- Wayne Shorter – saxofón soprano (1, 3, 4, 6–8), saxofón tenor (1, 2, 6)
- Jaco Pastorius – bajo eléctrico (todas menos 5), mandoloncello (1, 7), voz (1), batería (3), tambores metálicos (6)
- Alex Acuña – batería (1, 2, 4, 6–8), conga (5), palmadas (7)
- Manolo Badrena – pandereta (1), conga (3, 5, 6), voz (4, 5), timbales (5), percusión (6, 7)

Diseño
- Nancy Donald – diseñador
- Lou Beach – ilustrador
- Keith Williamson – fotografía

## Posicionamiento

### Gráfica semanal
| Gráficas (1977)                                   | Pico de posición |
| ------------------------------------------------- | ---------------- |
| Suecia (Sverigetopplistan)                        | 40               |
| Estados Unidos (Billboard 200)                    | 30               |
| Estados Unidos (Billboard Top Jazz Albums)        | 1                |
| Estados Unidos (Billboard Top R&B/Hip-Hop Albums) | 33               |

### Gráfica de fin de año
| Gráficas (1977)                            | Pico de posición |
| ------------------------------------------ | ---------------- |
| Estados Unidos (Billboard 200)             | 100              |
| Estados Unidos (Billboard Top Jazz Albums) | 5                |

| Gráficas (1978)                            | Pico de posición |
| ------------------------------------------ | ---------------- |
| Estados Unidos (Billboard Top Jazz Albums) | 42               |